# باخا کالیفرنیا
باخا کالیفرنیا (به اسپانیایی: Baja California) یکی از سی و یک ایالت مکزیک است. این ایالت شمالی‌ترین و غربی‌ترین ایالت مکزیک است و در سال ۱۹۵۳ به وجود آمد.  مساحت آن ۷۰٬۱۱۳ کیلومتر مربع (۲۷٬۰۷۱ مایل مربع) یا ۳٫۵۷٪ مساحت کل مکزیک است.  این ایالت در مرز با ایالت آریزونا و ایالت کالیفرنیا (آمریکا) قرار دارد و همچنین خلیج کالیفرنیا و جنوب آن باخا کالیفرنیا سور است. د هفتاد و پنج درصد جمعیت این ایالت در مرکز آن مخیکالی زندگی می‌کنند.

## تاریخچه

### پیشاتاریخ و دوران استعمار اسپانیا
نخستین انسان‌ها دست‌کم ۱۱٬۰۰۰ سال پیش به این شبه‌جزیره آمدند. در آن زمان، دو گروه اصلی بومی در این منطقه حضور داشتند: کوچیمی‌ها در جنوب و چندین گروه وابسته به خانواده زبانی یومان در شمال، از جمله کیلی‌وا، پای‌پای، کومیای، کوکوپا و کوچان. این مردمان در شیوه‌های زیستی خود تنوع زیادی داشتند. کوچیمی‌های بیابان مرکزی شبه‌جزیره شکارچی-گردآورندگان متحرکی بودند، در حالی که کوچیمی‌های جزیرهٔ سدروس در ساحل غربی، اقتصاد دریامحور قوی‌ای داشتند. کیلی‌وا، پای‌پای و کومیای در شمال‌غرب پرآب‌تر نیز شکارچی-گردآورنده بودند، اما آن منطقه جمعیت متراکم‌تری را پشتیبانی می‌کرد و سبک زندگی کم‌تحرک‌تری داشت. کوکوپا و کوچان در شمال‌شرق باخا کالیفرنیا در دشت سیلابی رود کلرادو کشاورزی می‌کردند.
گروه دیگری به نام گواچیمی‌ها، که از شمال آمده بودند، بخش زیادی از نقاشی‌های غاری سیرا د گوادالوپه را خلق کردند که اکنون در فهرست میراث جهانی یونسکو ثبت شده‌اند. اطلاعات زیادی دربارهٔ آن‌ها در دست نیست، جز اینکه بین حدود ۱۰۰ پیش از میلاد تا ۱۳۰۰ میلادی در منطقه زندگی می‌کردند.
اروپایی‌ها نخستین بار در سال ۱۵۳۹ به باخا کالیفرنیا رسیدند، زمانی‌که فرانسیسکو د اولوا سواحل شرقی آن را در خلیج کالیفرنیا بررسی کرد و سواحل غربی را دست‌کم تا جزیرهٔ سدروس پیش برد. هرناندو د آلارکون در ۱۵۴۰ به سواحل شرقی بازگشت و مسیر پایینی رود کلرادو را پیمود، و خوان رودریگز کابریو (یا ژوآئو رودریگز کابریلو (به پرتغالی)) نیز در سال ۱۵۴۲ بررسی سواحل غربی را کامل کرد. سباستیان ویسکاینو نیز در ۱۶۰۲ سواحل غربی را بررسی کرد، اما در سدهٔ بعد، بازدیدکنندگان خارجی اندک بودند.
یسوعیان در سال ۱۶۹۷ نخستین مستعمرهٔ دائمی تبلیغی خود را در لورتو بنیان نهادند. در دهه‌های بعد، آن‌ها تدریجاً دامنهٔ نفوذ خود را به سراسر منطقهٔ امروزی باخا کالیفرنیا سور گسترش دادند. در سال‌های ۱۷۵۱ تا ۱۷۵۳، فرناندو کونشاک، مبلغ یسوعی کروات، به‌صورت زمینی از جنوب به باخا کالیفرنیا (امروزی) وارد شد. سپس مأموریت‌هایی در میان کوچیمی‌ها تأسیس شد: سانتا خرترودیس (۱۷۵۲)، سن بورخا (۱۷۶۲) و سانتا ماریا (۱۷۶۷).
پس از اخراج یسوعیان در سال ۱۷۶۸، دوره‌ای کوتاه از مدیریت فرانسیسکن‌ها (۱۷۶۸ تا ۱۷۷۳) آغاز شد که طی آن تنها یک مأموریت در سان فرناندو ولیکاتا تأسیس شد. اما از همه مهم‌تر، کاروان اکتشافی سال ۱۷۶۹ به رهبری گاسپار د پورتولا و خونیپرو سرا برای سکونت در آلتا کالیفرنیا منجر به نخستین اکتشاف زمینی شمال‌غرب باخا کالیفرنیا شد.
فرقه دومینیکن در سال ۱۷۷۳ مدیریت مأموریت‌های باخا کالیفرنیا را از فرانسیسکن‌ها تحویل گرفت. آن‌ها زنجیره‌ای از مأموریت‌های جدید در میان کوچیمی‌های شمالی و یومان‌های غربی تأسیس کردند، نخست در ساحل و سپس در مناطق داخلی، که از ال روساریو (۱۷۷۴) تا دسکانسو (۱۸۱۷) ادامه یافت، درست در جنوب خط پالو و نزدیک تیخوانا.
در سال ۱۸۰۴، تاج اسپانیا کالیفرنیا را به دو بخش آلتا (بالا) و باخا (پایین) تقسیم کرد؛ این تقسیم بر اساس مرز میان مأموریت‌های فرانسیسکن در شمال و دومینیکن در جنوب بود. فرمانداران استعماری این منطقه عبارت بودند از خوزه خوآکین د آریاگا (۱۸۰۴–۱۸۰۵)، فلیپه د گویکوئچه‌آ (۱۸۰۶–۱۸۱۴) و خوزه داریو آروئلو (۱۸۱۴ تا ۱۱ آوریل ۱۸۲۲).

### پس از استقلال، ۱۸۲۱ تاکنون

#### دوران جمهوری نخستین
لیبرال‌های مکزیکی نگران بودند که کلیسای کاتولیک رم پس از استقلال همچنان قدرت زیادی در دست داشته باشد. در نتیجه، آن‌ها تلاش کردند تا با تصویب قانون سکولاریزاسیون مأموریت‌ها در ۱۸۳۳، نفوذ کلیسا را کاهش دهند. پس از جنگ آمریکا و مکزیک (۱۸۴۶–۱۸۴۸) و پیمان گوادالوپه‌ هیدالگو، ایالات متحده حاکمیت بخش‌هایی از قلمرو اسپانیای نو و سپس مکزیک را به‌دست آورد که اغلب کم‌جمعیت بودند. آلتا کالیفرنیا ضمیمه ایالات متحده شد و در دوران تب طلا در کالیفرنیا، جمعیت آن چنان افزایش یافت که به‌عنوان ایالتی به اتحاد پیوست. باخا کالیفرنیا نیز کنترل شهرهای امروزی تیخوانا، مکسی‌کالی و تکاته را پس از این پیمان از آلتا کالیفرنیا به‌دست آورد و تحت کنترل مکزیک باقی ماند. در سال ۱۸۵۳، ماجراجویی به‌نام ویلیام واکر، لا پاز در باخا کالیفرنیا سور را تصرف کرد و خود را رئیس‌جمهور جمهوری باخا کالیفرنیا نامید. دولت مکزیک پس از چند ماه او را عقب راند.

#### دوران پورفیریو دیاس
زمانی‌که ژنرال لیبرال پورفیریو دیاس در سال ۱۸۷۶ به قدرت رسید، برنامه‌ای گسترده برای نوسازی و توسعه مکزیک آغاز کرد.
۱۸۸۴: لوییس هولر و جرج اچ. سیسون امتیاز استفاده از بخش بزرگی از باخا کالیفرنیا را در ازای وعدهٔ توسعه منطقه به‌دست آوردند.
۱۹۰۵: انقلاب ماگونیستی آغاز شد، که جنبشی آنارشیستی بر پایه نوشته‌های ریکاردو فلورس ماگون و انریکه فلورس ماگون بود.
۱۹۱۱: شهرهای مکسی‌کالی و تیخوانا به‌دست حزب لیبرال مکزیک (PLM) افتاد، اما به‌زودی به نیروهای دولتی واگذار شدند.

#### مکزیک پس از انقلاب
۱۹۱۷: در ۱۱ دسامبر، یکی از نزدیکان رئیس‌جمهور وقت ونستیانو کارانزا پیشنهاد فروش باخا کالیفرنیا را به سناتور هنری اف. اشهرست به مبلغ ۵۰ میلیون دلار طلای نقد مطرح کرد.
۱۹۳۱: باخا کالیفرنیا به دو قلمرو شمالی و جنوبی تقسیم شد.
۱۹۵۲: «قلمرو شمالی باخا کالیفرنیا» به بیست‌ونهمین ایالت مکزیک بدل شد؛ بخش جنوبی (زیر عرض جغرافیایی ۲۸ درجه شمالی) همچنان به‌صورت قلمرو فدرال اداره می‌شد.
۱۹۷۴: «قلمرو جنوبی باخا کالیفرنیا» نیز به سی‌ویکمین ایالت مکزیک، یعنی باخا کالیفرنیا سور تبدیل شد.
۱۹۸۹: ارنستو روفو آپل از حزب اقدام ملی مکزیک (PAN) به‌عنوان نخستین فرماندار غیروابسته به حزب انقلابی نهادی (PRI) در باخا کالیفرنیا انتخاب شد و نخستین فرماندار اپوزیسیون از زمان انقلاب مکزیک بود. باخا کالیفرنیا در دهه‌های بعد به عنوان یکی از پایگاه‌های اصلی PAN شناخته شد.

## جغرافیا

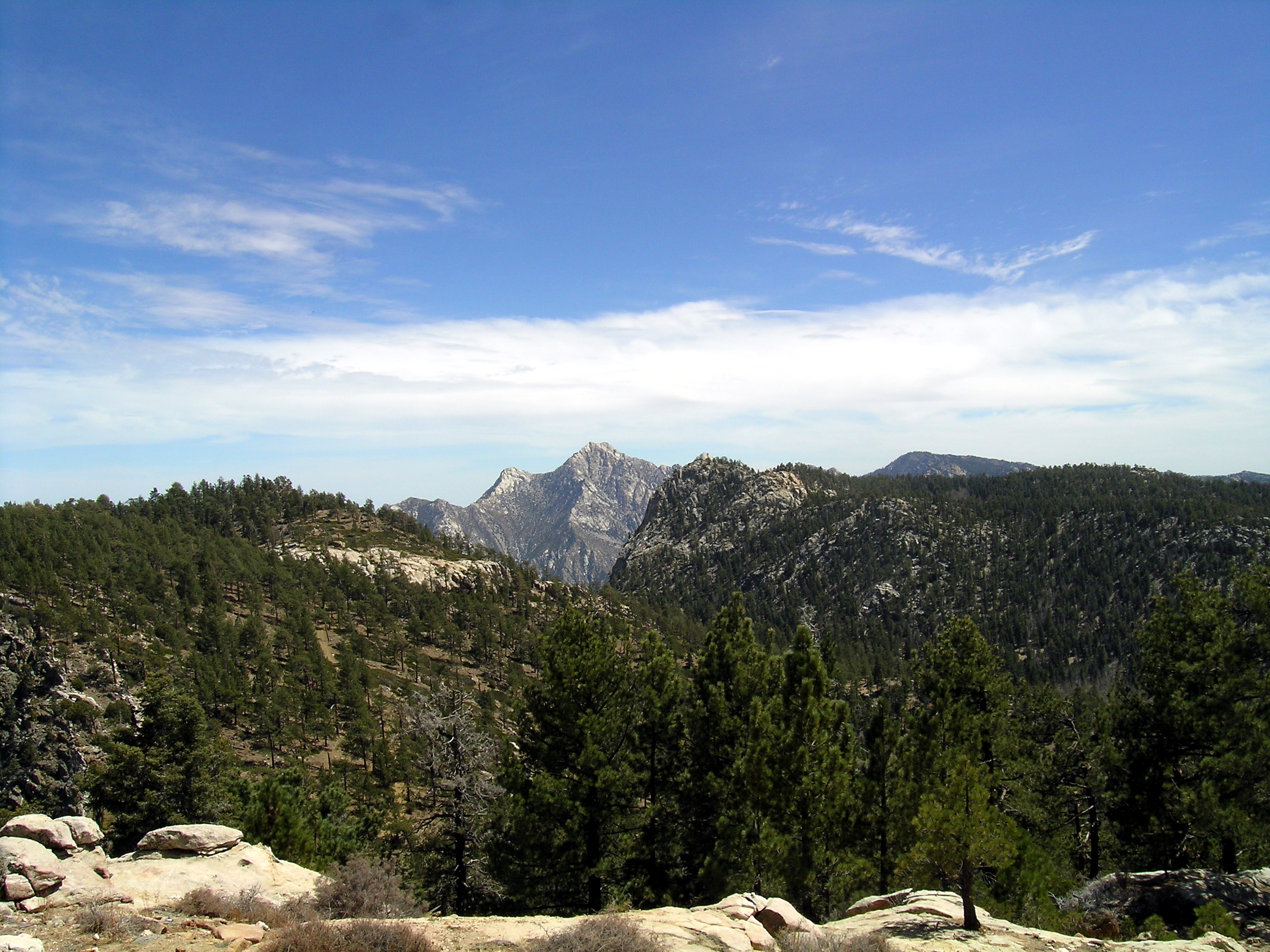
سیه‌را د سن پدرو مارتیر، با پیکاچو دل دیابلو در مرکز

ایالت باخا کالیفرنیا بخشی از منطقهٔ کالیفرنیاها در آمریکای شمالی است و با وجود مساحت نسبتاً کم، تنوع جغرافیایی چشم‌گیری دارد. رشته‌کوه‌های شبه‌جزیره‌ای که ادامه‌ای از رشته‌کوه کالیفرنیاست، از مرکز جغرافیایی ایالت می‌گذرد. برجسته‌ترین کوه‌های این مجموعه، سیه‌را د خوآرس و سیه‌را د سن پدرو مارتیر هستند. این کوه‌ها دارای جنگل‌هایی هستند که یادآور کوه‌های سن گابریل در جنوب کالیفرنیا هستند. بلندترین قله در شبه‌جزیره، «پیکاچو دل دیابلو» است. دره‌های بین کوه‌ها در منطقه‌ای با اقلیم مناسب برای کشاورزی قرار دارند، مانند درهٔ گوادالوپه و درهٔ اوخوس نگروس که در آن‌ها مرکبات و انگور پرورش می‌یابد. رشته‌کوه‌های سرشار از مواد معدنی به‌سمت جنوب و خلیج کالیفرنیا امتداد می‌یابند و در آنجا، دامنه‌های غربی آن گسترش می‌یابد و جلگهٔ برندو را در مرز با باخا کالیفرنیا سور شکل می‌دهد. رشته‌کوه‌های مرکزی و جنوبی شامل سیه‌را د لا اسمبلیا، سیه‌را د کالاماخوئه، سیه‌را د سن لوئیس و سیه‌را د سن بورخا هستند.

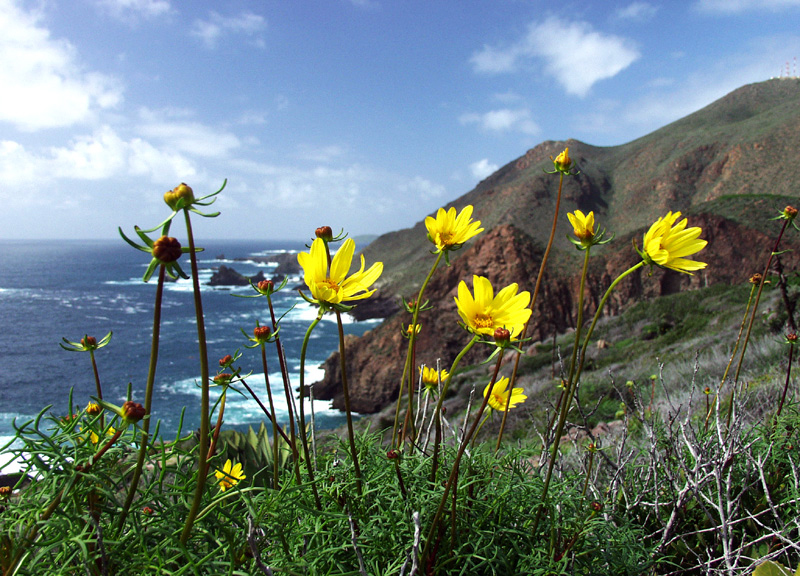
گونهٔ گیاهی Leptosyne maritima در ساحل انسنادا، نمونه‌ای از زیست‌بوم ساژ و درمنهٔ ساحلی کالیفرنیا

 بادهای معتدل اقیانوسی و جریان کالیفرنیا که جریانی سرد است، آب‌وهوای ساحل شمال‌غربی ایالت را در تمام سال مطبوع می‌سازند. به‌دلیل وجود جریان کالیفرنیا، بارش‌هایی که از شمال می‌آیند به‌سختی به شبه‌جزیره می‌رسند و مناطق جنوبی خشک‌تر باقی می‌مانند. از جنوب رود ال روساریو به بعد، چشم‌انداز ایالت از مدیترانه‌ای به بیابانی تغییر می‌کند. در این بیابان گونه‌های متنوعی از گیاهان گوشتی رشد می‌کنند که مه ساحلی عامل مهمی در بقای آن‌هاست.
در شرق، بیابان سونورا از سمت کالیفرنیا و سونورا به باخا کالیفرنیا وارد می‌شود. یکی از گرم‌ترین نقاط مکزیک، درهٔ مکسی‌کالی و اطراف آن است. با این حال، آبیاری از رود کلرادو این منطقه را به مرکز کشاورزی مهمی تبدیل کرده است. حوزهٔ زمین‌گرمایی سرو پریتو نیز در نزدیکی مکسی‌کالی قرار دارد که حدود ۸۰٪ از برق مصرفی ایالت را تولید می‌کند و مقداری نیز به کالیفرنیا صادر می‌شود. لاگونا سالادا، دریاچه‌ای شور و پایین‌تر از سطح دریاست که بین کوه‌های سیه‌را د خوآرس و سیه‌را د کوکوپا واقع شده است و به مکسی‌کالی نزدیک است. اخیراً دولت ایالتی طرح‌هایی برای احیای لاگونا سالادا بررسی کرده است. بلندترین قله در سیه‌را د کوکوپا، کوه سنتینلا یا کوه سیگنال است. قوم کوکوپا ساکنان بومی این منطقه هستند که از کوه‌ها تا یاما، آریزونا پراکنده‌اند.

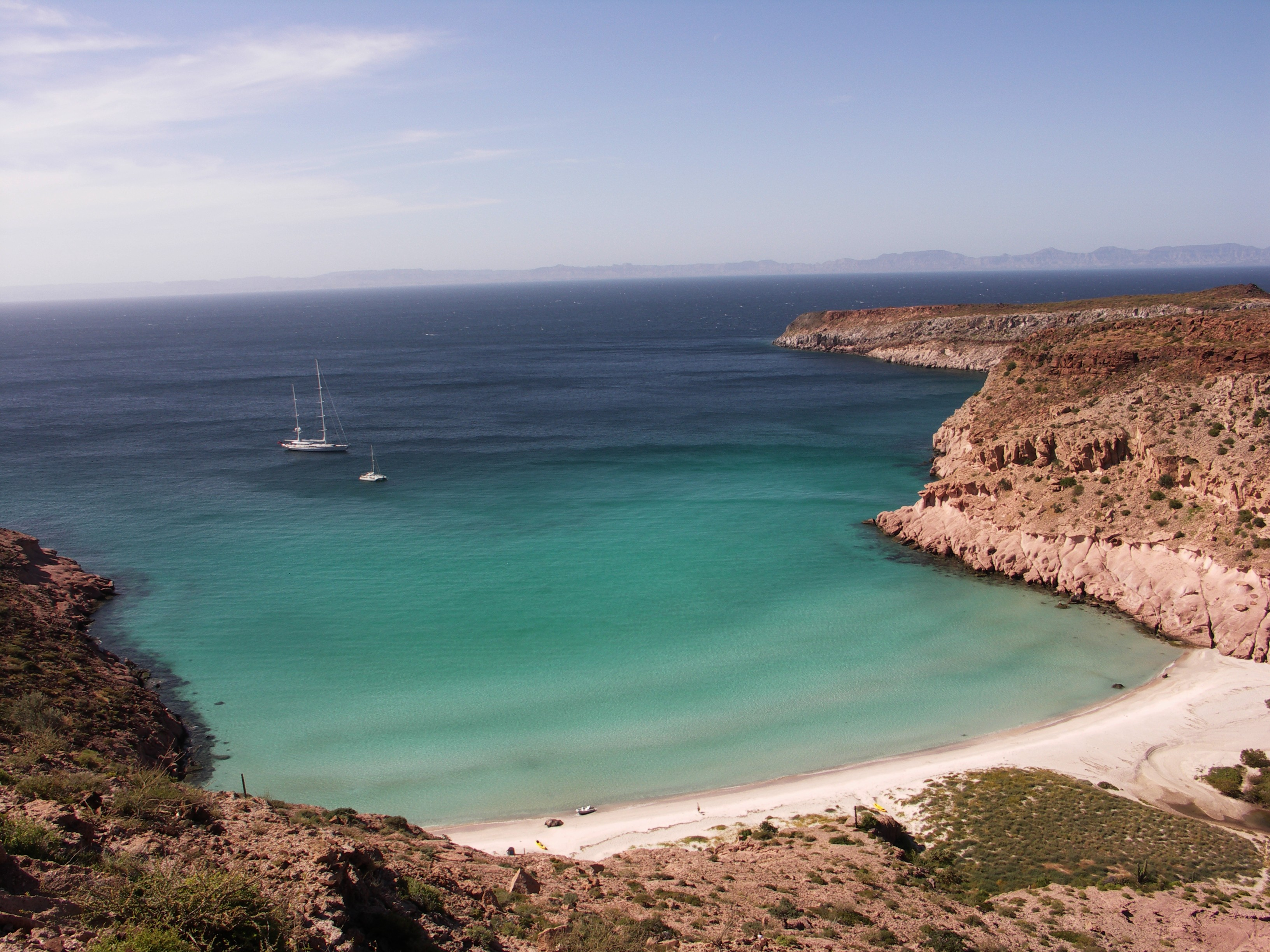
جزیره پارتیدا، بخشی از پارک ملی دریایی مجمع‌الجزایر سن لورنزو

 در سواحل اقیانوس آرام باخا کالیفرنیا، جزایر متعددی وجود دارد. جزیرهٔ گوادالوپه در دورترین نقطهٔ غربی ایالت واقع شده و زیستگاه کلونی‌های بزرگ گراز دریایی است. جزیره سدروس در جنوب‌غربی منطقهٔ دریایی ایالت قرار دارد. جزایر تودوس سانتوس و کرونادو به‌ترتیب در مقابل سواحل انسنادا و تیخوانا قرار دارند. تمامی جزایر در خلیج کالیفرنیا که در سمت باخا کالیفرنیا واقع‌اند، متعلق به شهرستان مکسی‌کالی هستند.
بخش عمده‌ای از آب مصرفی باخا کالیفرنیا از رود کلرادو تأمین می‌شود. در گذشته، این رود از طریق دلتا رود کلرادو به خلیج کالیفرنیا می‌ریخت، اما به‌دلیل برداشت‌های سنگین در جنوب‌غرب ایالات متحده، اکنون آب بسیار کمتری به خلیج می‌رسد. منطقه کلان‌شهری تیخوانا نیز بخشی از آب خود را از رود تیخوانا تأمین می‌کند. بسیاری از مناطق روستایی ایالت به چاه‌ها، سدهای معدود و واحه‌ها متکی‌اند. تیخوانا همچنین از «منطقه آب اوتای» در شهرستان سن دیگو نیز آب می‌خرد. کمبود آب آشامیدنی بزرگ‌ترین چالش زیست‌محیطی ایالت است.

## آب‌وهوا

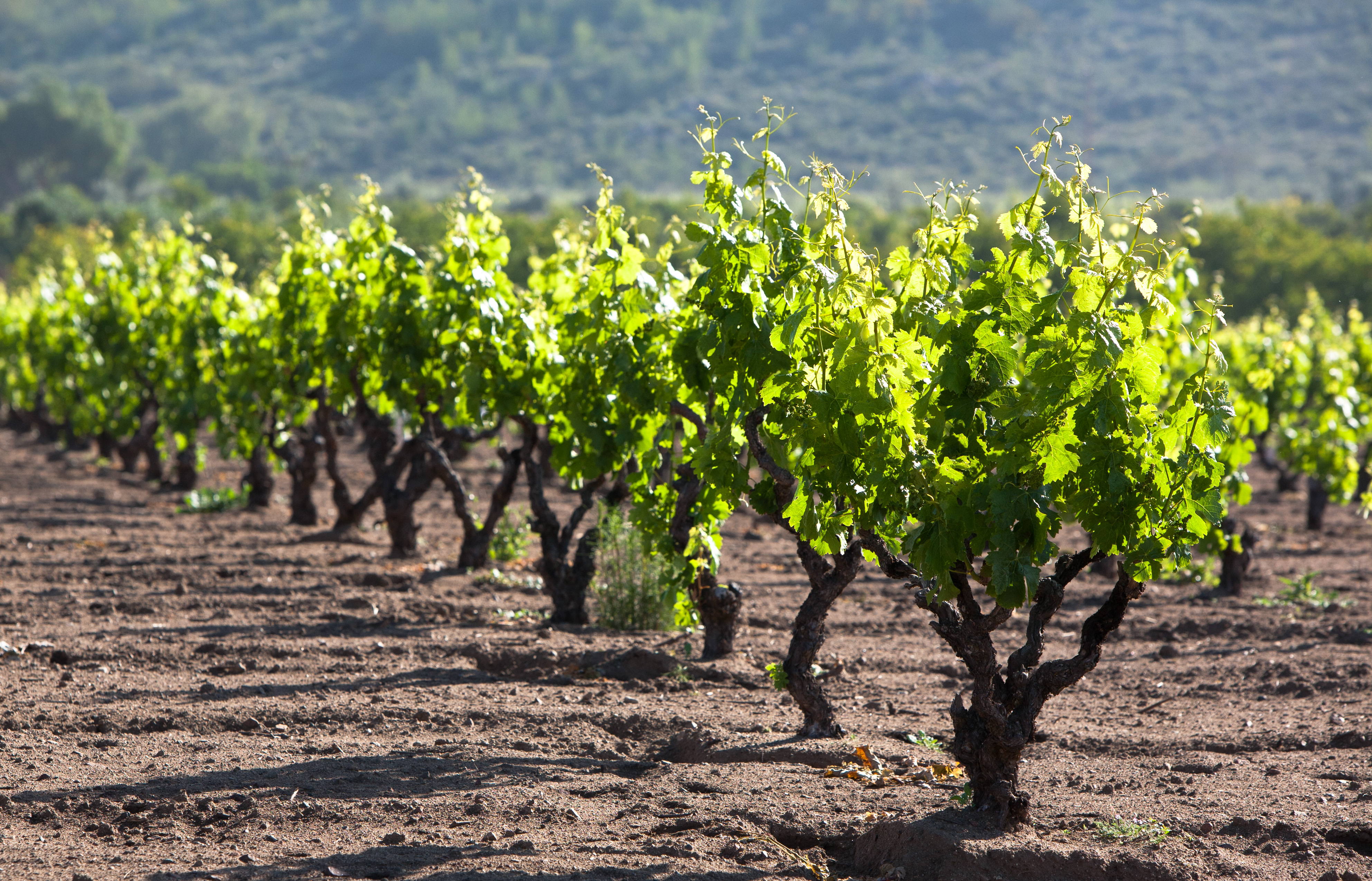
باغ انگور در دره گوادالوپه

آب‌وهوای باخا کالیفرنیا از مدیترانه‌ای تا بیابانی متغیر است. آب‌وهوای مدیترانه‌ای در شمال‌غربی ایالت مشاهده می‌شود؛ جایی که تابستان‌ها خشک و معتدل و زمستان‌ها خنک و پربارش هستند. این اقلیم از تیخوانا تا سن کینتین و دره‌های داخلی پیرامون آن گسترده است. جریان سرد کالیفرنیا اغلب موجب ایجاد مه ساحلی در ارتفاع پایین می‌شود. این مه در طول ساحل اقیانوسی ایالت قابل مشاهده است.

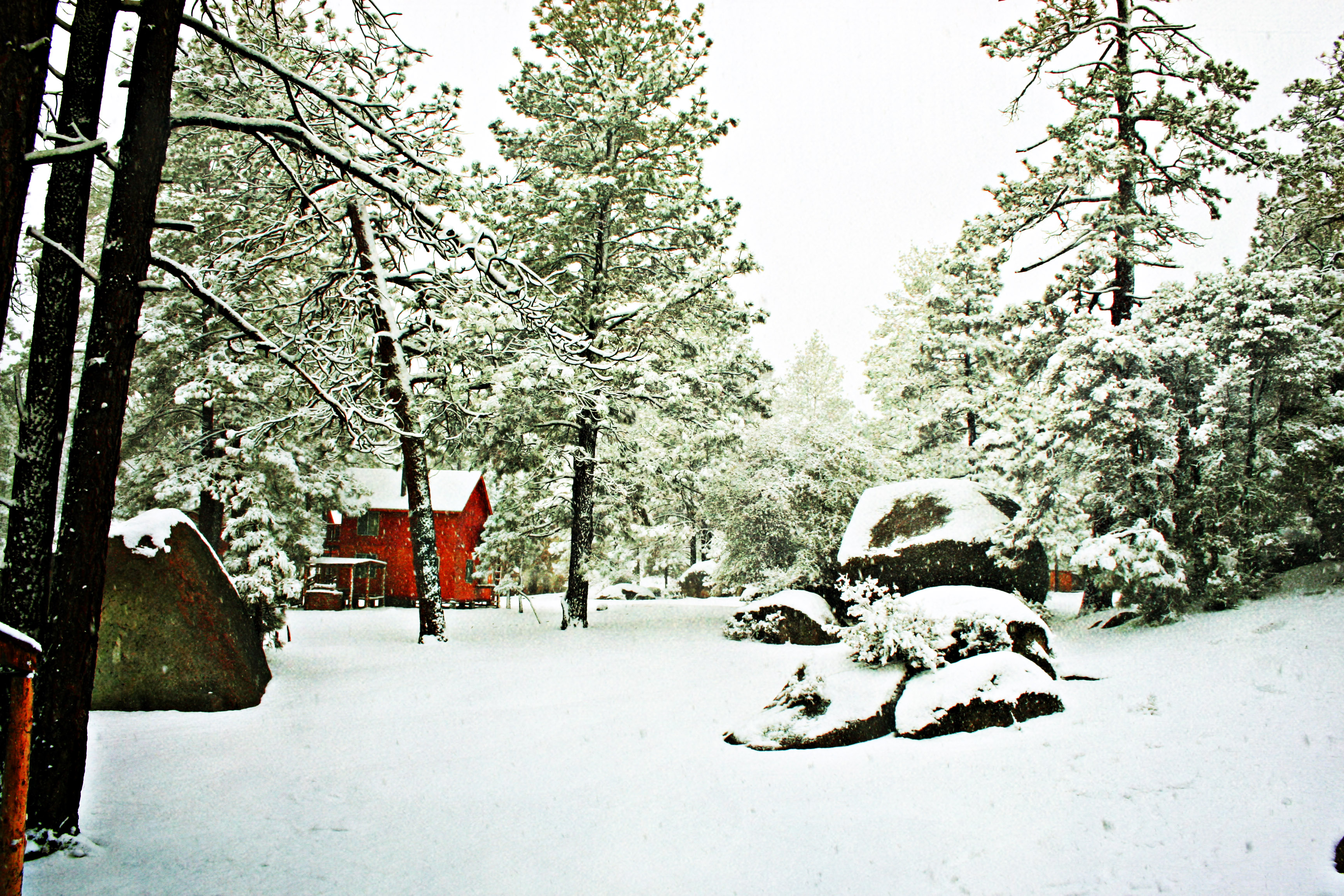
برف در پارک ملی قانون اساسی ۱۸۵۷

 افزایش ارتفاع به‌سوی رشته‌کوه‌های باخا کالیفرنیا، باعث شکل‌گیری آب‌وهوای کوهستانی می‌شود. تابستان‌ها خنک و زمستان‌ها با دمای شبانه زیر صفر همراه‌اند. بارش برف در سیه‌را د خوآرس، سیه‌را د سن پدرو مارتیر و دره‌های میان آن‌ها در ماه‌های دسامبر تا آوریل رایج است. به‌دلیل اثرات ارتفاع‌باران، بارندگی در کوهستان‌های شمالی باخا کالیفرنیا بسیار بیشتر از دشت‌های ساحلی غربی یا بیابان‌های شرقی است. جنگل‌هایی از درختان کاج، سرو و بلوط در این نواحی دیده می‌شود.
دامنه‌های شرقی کوهستان موجب پدیدهٔ سایه باران شده و محیطی بسیار خشک ایجاد کرده‌اند. بخش متعلق به بیابان سونورا در باخا کالیفرنیا، تابستان‌هایی بسیار گرم و زمستان‌هایی معتدل و بدون یخبندان دارد. درهٔ مکسی‌کالی که پایین‌تر از سطح دریاست، بالاترین دماهای مکزیک را تجربه می‌کند و در تابستان اغلب به بیش از ۴۷ درجه سانتی‌گراد و گاه تا ۵۰ درجه نیز می‌رسد.
در جنوب‌تر و در امتداد ساحل اقیانوس آرام، اقلیم مدیترانه‌ای به اقلیم بیابانی تبدیل می‌شود، اما نسبت به سواحل خلیج کالیفرنیا معتدل‌تر و خنک‌تر است. اقلیم‌های انتقالی بین مدیترانه‌ای و بیابانی در نواحی میان سن کینتین و ال روساریو دیده می‌شوند. هرچه به داخل کشور و به‌سوی خلیج کالیفرنیا پیش می‌رویم، پوشش گیاهی کمتر و دمای تابستان بیشتر می‌شود. جزایر خلیج کالیفرنیا نیز دارای اقلیم بیابانی هستند. برخی واحه‌ها در دل بیابان وجود دارند که چند شهرک مانند کاتاویینا، سن بورخا و سانتا خرترودیس در اطراف آن‌ها شکل گرفته‌اند.

## گیاهان و جانوران
در ارتفاعات بلند، درختانی مانند کاج جفری، کاج شکری و کاج پی‌نیون رایج هستند. در زیرآشکوب این جنگل‌ها، گونه‌هایی مانند مانزَنیتا رشد می‌کنند. خزندگان مختلفی مانند مارمولک غربی نیز یافت می‌شوند که این منطقه جنوبی‌ترین محدودهٔ زیست آن است. نام جنس ماهی Bajacalifornia از نام شبه‌جزیرهٔ باخا کالیفرنیا گرفته شده است.
در مهم‌ترین پناهگاه‌های حیات وحش شبه‌جزیره، یعنی پارک ملی قانون اساسی ۱۸۵۷ و پارک ملی سیه‌را د سن پدرو مارتیر، گونه‌های مخروطی فراوانی یافت می‌شوند. از جمله: کاج جفری، Pinus ponderosa، Pinus cembroides، Pinus quadrifolia، Pinus monophylla، ژونی‌پروس، آرکتوستافیلوس پرینگلای زیرگونهٔ دروپاسئا، Artemisia ludoviciana و Adenostoma sparsifolium. بسیاری از گونه‌های گیاهی این منطقه با کوه‌های لاگونا و سن جاسینتو در جنوب‌غرب کالیفرنیا مشترک‌اند. ارتفاعات پایین‌تر سیه‌را د خوآرس با پوشش درمنه‌زار و بوته‌زار بیابانی مشخص می‌شود. جزیره گوادالوپه و آب‌های پیرامونی‌اش که حدود ۲۵۰ کیلومتر با ساحل فاصله دارند، تحت عنوان ذخیره‌گاه زیست‌کره جزیره گوادالوپه به‌منظور حفاظت از گونه‌های نادر دریایی و خشکی‌زی معرفی شده‌اند.
جانوران ساکن در این پارک‌ها شامل پستاندارانی چون گوزن قاطر، قوچ وحشی، پوما، باب‌کت، گربه دم‌حلقه‌ای، کایوت، خرگوش، سنجاب و بیش از ۳۰ گونه خفاش هستند. پرندگان ساکن نیز شامل عقاب سرسفید، عقاب طلایی، شاهین، دارکوب، کرکس سیاه، کلاغ و گونه‌هایی از سیتیده‌ها و اردک‌ها می‌شوند.

## زمین‌لرزه‌های ۲۰۱۰
در ساعت ۳:۴۰:۴۱ بعدازظهر به وقت محلی در یک‌شنبهٔ عید پاک، ۴ آوریل ۲۰۱۰، زمین‌لرزه‌ای به بزرگی ۷٫۲ در مقیاس Mw  با گسل امتدادی شمال‌غربی، دره مکسی‌کالی را لرزاند. کانون زلزله حدود ۲۶ کیلومتر (۱۶ مایل) جنوب‌غرب شهر گوادالوپه ویکتوریا واقع بود. این زمین‌لرزه در مناطقی دوردست مانند منطقه کلان‌شهری لس‌آنجلس، لاس وگاس، فینیکس، توسان و یاما، آریزونا نیز احساس شد. دست‌کم شش پس‌لرزه با بزرگی ۵٫۰ تا ۵٫۴ ثبت شد، از جمله یکی به بزرگی ۵٫۱ در ساعت ۴:۱۴ بامداد که مرکز آن نزدیک ال سنترو، کالیفرنیا بود. تا ساعت ۶:۳۱ بامداد روز ۵ آوریل ۲۰۱۰، مرگ دو نفر تأیید شد.